# Liste der Monuments historiques in Montot (Côte-d’Or)
Die Liste der Monuments historiques in Montot führt die Monuments historiques in der französischen Gemeinde Montot auf.

## Liste der Objekte
| Bezeichnung               | Beschreibung                          | Standort                     | Kennzeichnung | Schutzstatus | Datum | Bild |
| ------------------------- | ------------------------------------- | ---------------------------- | ------------- | ------------ | ----- | ---- |
| Zwei Engelsskulpturen     | Holz, farbig gefasst, 17. Jahrhundert | in der Kirche St-Rémi (Lage) | PM21004001    | Inscrit      | 1993  |      |
| Skulptur Madonna mit Kind | Holz, vergoldet, 18. Jahrhundert      | in der Kirche St-Rémi (Lage) | PM21004002    | Inscrit      | 1993  |      |